# Almonacid de la Sierra
Almonacid de la Sierra là một đô thị ở tỉnh Zaragoza, Aragon, Tây Ban Nha. Theo điều tra dân số năm 2004 của Viện thống kê Tây Ban Nha (INE), đô thị này có 894 người. Diện tích là 54 km2.